# Sankt Valentin
Sankt Valentin is een gemeente in de Oostenrijkse deelstaat Neder-Oostenrijk, gelegen in het district Amstetten (AM). De gemeente heeft ongeveer 9100 inwoners.
Tijdens de Tweede Wereldoorlog was hier de Nibelungenfabriek gevestigd; de op een na grootste tankfabriek van nazi-Duitsland. Hier werd onder andere de Tiger I tank gebouwd. Kdo St. Valentin was een van de vele nevenkampen van concentratiekamp Mauthausen. 

## Geografie
Sankt Valentin heeft een oppervlakte van 45,61 km². Het ligt in het centrum van het land, iets ten noorden van het geografisch middelpunt.
Allhartsberg · Amstetten · Ardagger · Aschbach-Markt · Behamberg · Biberbach · Ennsdorf · Ernsthofen · Ertl · Euratsfeld · Ferschnitz · Haag · Haidershofen · Hollenstein an der Ybbs · Kematen an der Ybbs · Neuhofen an der Ybbs · Neustadtl an der Donau · Oed-Öhling · Opponitz · Seitenstetten · Sonntagberg · Sankt Georgen am Reith · Sankt Georgen am Ybbsfelde · Sankt Pantaleon-Erla · St. Peter in der Au · St. Valentin · Strengberg · Viehdorf · Wallsee-Sindelburg · Weistrach · Winklarn · Wolfsbach · Ybbsitz · Zeillern
- Gemeinsame Normdatei: 4347269-2
- Library of Congress Control Number: n95014711
- MusicBrainz: 2e4b4873-7079-4722-bb38-461af43170aa
- Nationale Bibliotheek van Israël: 987007535395605171
- Virtual International Authority File: 139713841
- WorldCat: E39PBJmDg6wpQtDqyPpFCPWCcP